# Szabó Péter (labdarúgó, 1899)
Szabó Péter (1899. április 13. – 1963. szeptember 21.) válogatott labdarúgó, csatár, balszélső, edző.

## Pályafutása

### Klubcsapatban
1916 és 1919 között az MTK játékosa volt, ahol három bajnoki címet szerzett a csapattal. 1919 nyarán a csapat külföldi vendégszereplése után nem tért haza. Először az osztrák Wiener AF együttesénél kezdett játszani, de Schaffer Alfréd segítségével a német 1. FC Nürnberg csapatához igazolt még ugyanezen az őszön. Nagy szerepe volt abban, hogy a nürnbergi csapat megnyerte a német bajnokságot 1920-ban. Ezt követően átigazolt az Eintracht Frankfurt együtteséhez, ahol 1923-ig játszott. Ezután még játszott a Chemintzer BC, FC Wacker München és a lengyel Ruch Chorzów csapataiban.

### A válogatottban
1916 és 1919 között 12 alkalommal szerepelt a magyar labdarúgó-válogatottban.

### Edzőként
Szabó, ahogy játékosként, úgy edzőként is több csapatnál megfordult. A következő német együtteseknél dolgozott: VfB Dillingen, Rot-Weiß Frankfurt, Eintracht Frankfurt, FSV Frankfurt, Ulmer FV 94, Teutonia München, BV Osterfeld és 1. FC Köln.
1938-ban a török Galatasaray vezetőedzője volt.
Az Eintracht Frankfurtnál két alkalommal volt edző. Először 1939 és 1941. május 25. között, másodjára 1942–43-ban.
1945-ben hazatért. Először a Pécsi VSK, majd a Dorogi AC vezetőedzője volt. 1948-ban a budapesti MATEOSZ-hoz szerződött. A MATEOSZ Bp. Előre-be olvasztása után, annak edzője lett 1950-ig. Ugyanebben az évben a Vasas vezetőedzője volt. 1954 és 1955 között is Dorogon dolgozott. 1956-ban a szombathelyi Haladást irányította. 1956-ban ismét elhagyta az országot.
Az 1. FC Köln csapatát az 1958–59-es idényben irányította.
Ezen kívül dolgozott Lengyelországban és Svájcban is.

## Sikerei, díjai

### Játékosként
- Magyar bajnokság
  - bajnok: 1916–17, 1917–18, 1918–19
- Német bajnokság
  - bajnok: 1919–20

## Statisztika

### Mérkőzései a válogatottban
| Magyarország | Magyarország      | Magyarország                    | Magyarország | Magyarország | Magyarország | Magyarország | Magyarország | Magyarország |
| #            | Dátum             | Helyszín                        | Hazai        | Eredmény     | Vendég       | Kiírás       | Gólok        | Esemény      |
| ------------ | ----------------- | ------------------------------- | ------------ | ------------ | ------------ | ------------ | ------------ | ------------ |
| 1.           | 1916. május 7.    | Bécs, WAC-Platz                 | Ausztria     | 3 – 1        | Magyarország | barátságos   | -            |              |
| 2.           | 1916. június 4.   | Budapest, Hungária körúti pálya | Magyarország | 2 – 1        | Ausztria     | barátságos   | -            |              |
| 3.           | 1916. november 5. | Bécs, WAC-Platz                 | Ausztria     | 3 – 3        | Magyarország | barátságos   | -            |              |
| 4.           | 1917. május 6.    | Bécs, WAC-Platz                 | Ausztria     | 1 – 1        | Magyarország | barátságos   | -            |              |
| 5.           | 1917. június 3.   | Budapest, Hungária körúti pálya | Magyarország | 6 – 2        | Ausztria     | barátságos   | -            |              |
| 6.           | 1917. július 15.  | Bécs, WAC-Platz                 | Ausztria     | 1 – 4        | Magyarország | barátságos   | -            |              |
| 7.           | 1917. október 7.  | Budapest, Üllői úti pálya       | Magyarország | 2 – 1        | Ausztria     | barátságos   | -            |              |
| 8.           | 1917. november 4. | Bécs, WAC-Platz                 | Ausztria     | 1 – 2        | Magyarország | barátságos   | -            |              |
| 9.           | 1918. április 14. | Budapest, Hungária körúti pálya | Magyarország | 2 – 0        | Ausztria     | barátságos   | -            |              |
| 10.          | 1918. május 12.   | Budapest, Hungária körúti pálya | Magyarország | 2 – 1        | Svájc        | barátságos   | -            |              |
| 11.          | 1918. június 2.   | Bécs, WAC-Platz                 | Ausztria     | 0 – 2        | Magyarország | barátságos   | -            |              |
| 12.          | 1919. április 6.  | Budapest, Üllői úti pálya       | Magyarország | 2 – 1        | Ausztria     | barátságos   | -            |              |
|              | Összesen          |                                 |              | 12           | mérkőzés     |              | 0            | gól          |